# Malá Hradná
Malá Hradná este o comună slovacă, aflată în districtul Bánovce nad Bebravou din regiunea Trenčín. Localitatea se află la altitudinea de 246 m deasupra n.m., se întinde pe o suprafață de 7,91 km2 și în 2017 număra 384 de locuitori.

## Istoric
Localitatea Malá Hradná este atestată documentar din 1092.

## Demografie
| An:                | 1994 | 2004   | 2014   | 2024    |
| ------------------ | ---- | ------ | ------ | ------- |
| Număr de persoane: | 422  | 387    | 364    | 407     |
| Diferență:         |      | −8,29% | −5,94% | +11,81% |

| An:                | 2023 | 2024   |
| ------------------ | ---- | ------ |
| Număr de persoane: | 408  | 407    |
| Diferență:         |      | −0,24% |